# آسي كيمنتس ناروب
آسي كيمنتس ناروب (بالجرينلاندية: Asii Chemnitz Narup) (مواليد 1954)، هي سياسية جرينلاندية ونائبة عن حزب مجتمع الشعب. وكانت وزيرة للبيئة والصحة في حكومة الحكم الذاتي بجرينلاند بين عاميّ 2005 و2006، واستقالت احتجاجاً على الحكومة ووصفها عدم الانضباط. وهي تشغل حالياً منصب رئيس بلدية سيرمرسوك.